# Station Krępa Krajeńska
Station Krępa Krajeńska is een spoorwegstation in de Poolse plaats Krępa Krajeńska.